# Зимние Олимпийские игры 1992
XVI зимние Олимпийские игры (фр. XVIes Jeux olympiques d’hiver; англ. XVI Olympic Winter Games) прошли в Альбервиле (Франция) с 8 по 23 февраля 1992 года. Франция третий раз принимала зимние Игры после Шамони-1924 и Гренобля-1968. Это была последняя Белая Олимпиада, прошедшая в високосный год.

## Выборы города
Альбервиль получил статус города-кандидата 20 ноября 1984 года. Альбервиль был выбран столицей зимней Олимпиады 1992 года на 91-й сессии МОК в Лозанне, которая состоялась 17 октября 1986 года. В последнем туре голосования небольшой городок во французских Альпах уверенно победил Софию и Фалун с большим отрывом по числу отданных голосов.
Одновременно Олимпийский комитет Франции выставлял кандидатуру Парижа на летние Олимпийские игры 1992 года. Таким образом, победа Альбервиля практически лишила шансов Париж стать летней олимпийской столицей 1992 года, так как по правилам МОК не рекомендуется проводить Олимпийские игры в одной и той же стране два раза подряд.
| Результаты голосования по выбору столицы зимних Олимпийских игр 1992 | Результаты голосования по выбору столицы зимних Олимпийских игр 1992 | Результаты голосования по выбору столицы зимних Олимпийских игр 1992 | Результаты голосования по выбору столицы зимних Олимпийских игр 1992 | Результаты голосования по выбору столицы зимних Олимпийских игр 1992 | Результаты голосования по выбору столицы зимних Олимпийских игр 1992 | Результаты голосования по выбору столицы зимних Олимпийских игр 1992 | Результаты голосования по выбору столицы зимних Олимпийских игр 1992 |
| -------------------------------------------------------------------- | -------------------------------------------------------------------- | -------------------------------------------------------------------- | -------------------------------------------------------------------- | -------------------------------------------------------------------- | -------------------------------------------------------------------- | -------------------------------------------------------------------- | -------------------------------------------------------------------- |
| Город                                                                | Страна                                                               | Раунд 1                                                              | Раунд 2                                                              | Раунд 3                                                              | Раунд 4                                                              | Раунд 5                                                              | Раунд 6                                                              |
| Альбервиль                                                           | Франция                                                              | 19                                                                   | 26                                                                   | 29                                                                   | 42                                                                   | -                                                                    | 51                                                                   |
| София                                                                | Болгария                                                             | 25                                                                   | 25                                                                   | 28                                                                   | 24                                                                   | -                                                                    | 25                                                                   |
| Фалун                                                                | Швеция                                                               | 10                                                                   | 11                                                                   | 11                                                                   | 11                                                                   | 41                                                                   | 9                                                                    |
| Лиллехаммер                                                          | Норвегия                                                             | 10                                                                   | 11                                                                   | 9                                                                    | 11                                                                   | 40                                                                   | -                                                                    |
| Кортина-д’Ампеццо                                                    | Италия                                                               | 7                                                                    | 6                                                                    | 7                                                                    | -                                                                    | -                                                                    | -                                                                    |
| Анкоридж                                                             | США                                                                  | 7                                                                    | 5                                                                    | -                                                                    | -                                                                    | -                                                                    | -                                                                    |
| Берхтесгаден                                                         | Германия                                                             | 6                                                                    | -                                                                    | -                                                                    | -                                                                    | -                                                                    | -                                                                    |

## Логотип и талисман
На официальной эмблеме Игр изображен олимпийский огонь, раскрашенный в цвета региона Савойя. Эмблема является одним из элементов визуальной самобытности Олимпийских игр в Альбервиле, целью которой было выполнение трёх основных функций: выдвинуть на первый план, показать горную местность, современность и спорт.
Талисманом игр является получеловек полу-божество, фигура, основанная на концепции человеческого образа, который не встречался в талисманах Олимпийских игр со времён Игр в Инсбруке в 1976 году. Талисман, названный «Magique», сочетает в себе концепцию мечты и воображения за счёт своей необычной формы в виде звезды. Талисман является эмоциональной составляющей Олимпийских игр.

## Соревнования

### Биатлон
Соревнования проходили в Ле-Сези в 30 км от Альбервиля. Было разыграно шесть комплектов наград, по три у мужчин и женщин. Женщины разыграли награды в биатлоне впервые в истории Олимпийских игр. 11 февраля первой олимпийской чемпионкой по биатлону стала 27-летняя Анфиса Резцова из Объединённой команды, которая на Играх 1988 года становилась олимпийской чемпионкой в лыжных гонках в составе сборной СССР. Резцова победила в спринте даже несмотря на 3 промаха на втором огневом рубеже. 
У мужчин сенсацией стала победа в индивидуальной гонке на 20 км 22-летнего Евгения Редькина, который закрыл все 20 мишеней и на 6,4 сек опередил чемпиона в спринтерской гонке Марка Кирхнера, который получил три минуты штрафа. У мужчин в эстафете победили немцы, ключевым стал третий этап, где отлично выступил Кирхнер. У женщин эстафету 3×7,5 км выиграли француженки (единственная победа французских женщин на домашних Играх во всех видах спорта). В целом на Играх доминировали биатлонисты Германии (7 наград) и Объединённой команды (6), все остальные в сумме завоевали 5 медалей. Норвежцы не выиграли ни одной медали.

### Бобслей
Соревнования проходили на санно-бобслейной трассе в Ла-Плане. Традиционно были разыграны медали в соревнованиях мужских экипажей двоек и четвёрок. В двойках первый заезд достаточно неожиданно выиграл британский экипаж, но затем на первый план вышли швейцарцы и немцы. Золото выиграли Густав Ведер и Донат Аклин (единственное золото швейцарцев на Играх в Альбервиле во всех видах спорта), второе и третье места заняли экипажи из Германии.
В заездах четвёрок сюрприз преподнёс австрийский экипаж 30-летнего Инго Аппельта. Австрийцы выиграли первый и третий заезды и по общему времени всего на 0,02 сек опередили экипаж опытнейшего немца Вольфганга Хоппе, в 1980-е годы успешно выступавшего за сборную ГДР. Австрия впервые выиграла золото в бобслее на Олимпийских играх, эта победа остаётся для австрийцев единственной по состоянию на начало Игр 2026 года. В составе экипажа Хоппе медаль на своей 4-й подряд Олимпиаде завоевал разгоняющий Богдан Музиоль, при этом он на всех Играх 1980, 1984, 1988 и 1992 годов занимал в заездах четвёрок как минимум второе место. Суммарно эта медаль стала для Музиоля 7-й на Олимпийских играх, он лидирует по общему количеству олимпийских наград среди всех бобслеистов.

### Горнолыжный спорт
Горнолыжники разыграли 10 наград, по 5 у мужчин и женщин. Соревнования проходили в Валь-д’Изере, Ле-Менюире и Мерибеле. Единственной, кто выиграл более одной золотой награды, стала австрийка Петра Кронбергер, победившая в слаломе и комбинации. При этом в женском слаломе на подиуме оказались представители не самых горнолыжных стран — Испании и Новой Зеландии. Новозеландка Аннелиз Кобергер стала первой в истории представительницей Южного полушария, завоевавшей медаль зимних Олимпийских игр. Испанка Бланка Фернандес Очоа стала первой в истории женщиной из Испании, выигравшей медаль на зимних Играх. У мужчин двукратный олимпийский чемпион 1988 года Альберто Томба на этот раз выиграл золото в гигантском слаломе и серебро в слаломе. 20-летний Хьетиль Андре Омодт завоевал своё первое олимпийское золото, опередив в супергиганте знаменитого Марка Жирарделли. Жирарделли выиграл также серебро в гигантском слаломе и принёс Люксембургу первые и до сих пор единственные медали зимних Игр. Кроме того, эти медали остаются последними для Люксембурга и с учётом летних Игр. Всего медали завоевали представители 12 НОК, успешнее всего были австрийцы (8 медалей, включая три золота). Швейцарцы, которые выиграли 11 медалей на Играх 1988 года, на этот раз, ослабленные уходом многих лидеров, сумели завоевать всего одну бронзу.

### Лыжное двоеборье
В лыжном двоеборье было разыграно два комплекта наград. Соревнования проходили в Куршевеле (прыжки) и Ле-Сези (лыжные гонки). В личных соревнованиях победил француз Фабрис Ги, набравший отличную форму по ходу сезона 1991/92, в котором он выиграл Кубок мира. Это была первая в истории победа французов в двоеборье на Олимпийских играх, успех Ги смог повторить лишь в 2010 году Джейсон Лами-Шаппюи. Вторым в Альбервиле стал ещё один француз Сильвен Гийом. Двукратный призёр Игр 1988 года Клаус Зульценбахер занял третье место, отстав от чемпиона более чем на минуту. 
В эстафете сборная Японии получила очень значительное преимущество после прыжков, опережая идущих вторыми чемпионов мира 1991 года австрийцев на старте лыжной гонки почти на 2,5 минуты. В гонке лучшее время показали норвежцы, которые сумели подняться с шестого места на второе. Норвежцы пробежали почти на 5 минут быстрее японцев, но запаса азиатских спортсменов хватило для уверенной победы, Кэндзи Огивара опередил на финише Тронда Эйнара Элдена почти на 1,5 минуты. Австрийцы проиграли норвежцам более 10 сек и стали третьими. Французы показали в гонке второе время после норвежцев, но остались без медалей из-за неудачных прыжков.

### Санный спорт
Традиционно было разыграно три комплекта наград. Соревнования прошли на санно-бобслейной трассе в местечке Ла-Плань. У мужчин в одиночках олимпийское золото впервые выиграл 25-летний немец Георг Хакль. Призёрами стали австрийцы Маркус Прок и Маркус Шмидт. В мужских двойках победу одержали немцы Штефан Краусе и Ян Берендт, которые были вторыми на Играх 1988 года. У женщин золото достаточно неожиданно выиграла 20-летняя австрийка Дорис Нойнер. Это была первая победа австриек в санном спорте на Олимпийских играх, последний раз Австрия побеждала на Олимпийских играх в 1968 году в мужских одиночках. Второй с отставанием в 0,073 сек стала старшая сестра Дорис Ангелика Нойнер.

### Фристайл
Фристайл дебютировал в официальной программе Олимпийских игр, в 1988 году он был демонстрационным видом спорта. Соревнования прошли в Тине в 85 км от Альбервиля. Были разыграны медали в могуле у мужчин и женщин. Акробатика и лыжный балет остались демонстрационными видами. Первыми в истории олимпийскими чемпионами во фристайле стали чемпионы мира 1991 года в могуле француз Эдгар Гроспирон и американка Донна Уайнбрехт.

## Общее количество медалей
Страна-организатор (Франция)
| №     | Страна                     | Золото | Серебро | Бронза | Всего |
| 1     | Германия (GER)             | 10     | 10      | 6      | 26    |
| 2     | Объединённая команда (EUN) | 9      | 6       | 8      | 23    |
| 3     | Норвегия (NOR)             | 9      | 6       | 5      | 20    |
| 4     | Австрия (AUT)              | 6      | 7       | 8      | 21    |
| 5     | США (USA)                  | 5      | 4       | 2      | 11    |
| 6     | Италия (ITA)               | 4      | 6       | 4      | 14    |
| 7     | Франция (FRA)              | 3      | 5       | 1      | 9     |
| 8     | Финляндия (FIN)            | 3      | 1       | 3      | 7     |
| 9     | Канада (CAN)               | 2      | 3       | 2      | 7     |
| 10    | Республика Корея (KOR)     | 2      | 1       | 1      | 4     |
| 11    | Япония (JPN)               | 1      | 2       | 4      | 7     |
| 12    | Нидерланды (NED)           | 1      | 1       | 2      | 4     |
| 13    | Швеция (SWE)               | 1      | 0       | 3      | 4     |
| 14    | Швейцария (SUI)            | 1      | 0       | 2      | 3     |
| 15    | Китай (CHN)                | 0      | 3       | 0      | 3     |
| 16    | Люксембург (LUX)           | 0      | 2       | 0      | 2     |
| 17    | Новая Зеландия (NZL)       | 0      | 1       | 0      | 1     |
| 18    | Чехословакия (TCH)         | 0      | 0       | 3      | 3     |
| 19    | КНДР (PRK)                 | 0      | 0       | 1      | 1     |
| 20    | Испания (ESP)              | 0      | 0       | 1      | 1     |
| Всего | Всего                      | 57     | 58      | 56     | 171   |

## В филателии
- Почтовые марки, Россия, 1992 год
- Почтовые марки: XVI зимние Олимпийские игры